# Ja ne gren
Ja ne gren je četvrti studijski album hrvatskog pjevača Alena Vitasovića koji sadrži 10 pjesama. Objavljen je 2000. godine.

## Pjesme
1. "Ja ne gren"  (Robert Pilepić – Robert Pilepić – ... )
2. "Ludo srce"
3. "Ona je sama"
4. "Kuda na doček nove godine"
5. "Nisam bio za tebe"
6. "Ptice umiru pjevajući"
7. "Tlocrt života"
8. "Nisi više mala"
9. "Ne traži me"
10. "Mi smo sami"